# Ivanjski Vrh, Cerkvenjak
Ivanjski Vrh este o localitate din comuna Cerkvenjak, Slovenia, cu o populație de 40 de locuitori.